# Reutigen
Reutigen es una comuna suiza del cantón de Berna, situada en el distrito administrativo de Thun. Limita al norte con las comunas de Höfen bei Thun y Zwieselberg, al este con Spiez, al sur con Wimmis y Erlenbach im Simmental, y al oeste con Niederstocken.
Hasta el 31 de diciembre de 2009 situada en el distrito de Niedersimmental.